# 麻生慶次郎
麻生 慶次郎（あそう けいじろう、1875年（明治8年）6月24日 - 1953年（昭和28年）10月28日）は、日本の農芸化学者である。

## 経歴・人物
東京府（現在の東京都）に生まれる。
尋常中学校を4年で卒業、1896年（明治29年）第一高等学校を卒業し、東京帝国大学に入学し、植物生理学における化学を専攻した。
1899年（明治32年）に東京帝国大学農科大学農芸化学科を首席で卒業、優等生として銀時計を下賜される。
大学に残り、大学院にて土壌肥料に関する研究を行う。
大学院卒業後の1902年（明治35年）には同大学の助教授として務める。勤務中研究のため一学年下の鈴木重禮と共にドイツやフランス、イタリアを経てアメリカ合衆国等欧米の津々浦々を留学した。
1910年（明治43年）8月、鈴木重禮と共に、ストックホルムで開かれた第2回万国土壌学会会議に参加した。
帰国後は教授に昇格し、当時お雇い外国人として勤務していたオスカル・レーヴらと共に、マンガン等多くの微量元素を中心に土壌肥料に関する研究に携わり、1904年（明治37年）に農学博士の称号を得る。なおこの研究の応用としてマメ科を中心とした栽培のために根粒菌を利用した実験を行い、その結果マメ等の増産に成功した。
1936年（昭和1年）には東京帝国大学の名誉教授に任命され、多くの門下土壌学者を輩出した。1938年（昭和13年）には帝国学士院の会員となり、後に日本農学会及び日本土壌肥料学会の会長を歴任する。晩年は文部省（現在の文部科学省）の督学官や特許局（現在の特許庁）の審判官、東京高等農林学校長も務めた。
欧州留学から帰国後の1913年（大正2年）に盟友の鈴木重禮が37歳の若さで亡くなると、麻生は鈴木の研究論文をまとめた『土壌生成論』の刊行した。その麻生の刊行に関する尽力を古在由直と佐藤昌介が追悼の序にて記した。
麻生は晩年に
「鈴木博士は余より一年後の後輩にして、共に独逸に留学しミュンヘン大学にては、共にラマン教授に就て土壌学を研究し、相携へてストックホルムにて開かれた地質学・土壌学の国際会議に出席し、此際初めて国際土壌学会の創設を議決した。スウェーデン国内の土壌殊に氷河に依りて堆積した土壌に就て見学旅行團に加わり、得るところ頗る多かりし が 鈴木博士は帰国就任後間もなく病死せられた。この篤学温厚の土壌学者を失ったことは痛悼の至りであると共に余が親友として寝食を共にし、本邦土壌学他日の大発展を期待していたので思い出が特に深いのである。」と、回顧し、授業でも思い出を語っていたという。

## 著書
- 『土壌学』麻生慶次郎・村松舜祐著、大日本図書、1907 （国立国会図書館デジタルコレクション）
- 『土壌と肥料』麻生慶次郎著、日本評論社、1948（国立国会図書館デジタルコレクション）
- 『植物栄養と肥料』麻生慶次郎著、羽田書店、1948（国立国会図書館デジタルコレクション）